# Luděk Pachman
Luděk Pachman (Bělá pod Bezdězem, 11 maggio 1924 – Passavia, 6 marzo 2003) è stato uno scacchista cecoslovacco naturalizzato tedesco.

## Biografia
Disputò il suo primo torneo internazionale a Praga nel 1943, terminando decimo su ventuno partecipanti. Il campione del mondo Alechin vinse il torneo davanti a Keres. In un articolo sul Frankfurter Zeitung scrisse che Alechin lo invitò ogni sera dal quinto turno in poi ad analizzare con lui le partite e le varianti di apertura, aggiungendo, "Non devo dirvi come si poteva sentire all'epoca un esordiente proveniente da un piccolo villaggio".
In seguito divenne un giocatore di livello mondiale. Vinse molti importanti tornei, ma considerò sempre il suo migliore risultato il secondo posto, alla pari con Michail Tal' e Juchym Heller, dietro Viktor Korčnoj, al Capablanca Memorial delL'Avana 1963.
Vinse sette volte il campionato cecoslovacco nel ventennio 1946-1966 e il campionato tedesco nel 1978. Partecipò a sei tornei interzonali dal 1948 al 1986 e a nove olimpiadi dal 1952 al 1976 (otto volte con la Cecoslovacchia a una nel 1976 con la Germania Ovest).
Pachman fu sempre politicamente impegnato, prima come comunista e poi come acceso anti-comunista, particolarmente critico nei confronti del governo del suo paese. Al suo ritorno a Praga dal torneo di Atene, in dicembre del 1968, fu arrestato e processato per spionaggio. Condannato a diversi mesi di carcere, dichiarò di essere stato spesso torturato.
Nel 1972 fu liberato ed ottenne il permesso di emigrare in Germania Ovest. Rimase in questo paese fino alla morte, continuando a fare propaganda contro i regimi comunisti del proprio e di altri paesi dell'est europeo.
Tra gli altri risultati di torneo:
- 1947: 2º a Varsavia
- 1949: 1º a Bucarest, 1º ad Arbon, 2º a Southsea
- 1951: 1º al torneo zonale di Mariánské Lázně
- 1954: 1º al torneo zonale di Praga, dove ottiene il titolo di Grande maestro
- 1957: 1º al torneo zonale di Dublino
- 1959: 1º a Mar del Plata con Miguel Najdorf, 1º con Borislav Ivkov a Santiago e Lima
- 1960: 1º a Sarajevo e Mariánské Lázně
- 1961: 1º a Graz, 1º a Sarajevo
- 1968: 1º ad Atene
- 1976: 1º al 18º torneo di Capodanno di Reggio Emilia 1975/76

Suo fratello Vladimir Pachman era un compositore di studi. Vinse 13 volte il campionato cecoslovacco di composizione e ottenne il titolo di Grande Maestro della composizione.

## Opere
Pachman è noto anche come autore di numerosi libri di successo, tra i quali:
- Theory of Modern Chess (1950), un trattato sulle aperture in quattro volumi, tradotto in diverse lingue.
- Modern Chess Strategy (1963, ripubblicato da Courier Dover, 1971), che egli considerava il suo migliore lavoro.[3]
- Checkmate in Prague: the memoirs of a grandmaster (MacMillan, 1975), libro autobiografico in cui racconta il trattamento cui fu sottoposto dalle autorità del suo paese.
- Decisive Games in Chess History (1972, ripubblicato da Dover Books nel 1987), una raccolta di 100 partite commentate[4]